# Working Designs
Working Designs fue una distribuidora de videojuegos estadounidense  que se especializó en la localización de videojuegos japoneses para varias plataformas, especialmente juegos RPG, de estrategia y Matamarcianos. Aunque la compañía publicó varios juegos considerados como "títulos de culto", sin duda era más conocida por los seguidores por ser la distribuidora exclusiva en América de la serie Lunar. Esta compañía fue una  de las pocas editoras que intentaron saltar el puente cultural entre las industrias de videojuegos americana y japonesa en la década de 1990, con una selección ecléctica de juegos de varios géneros. De igual manera, fue una de las primeras distribuidoras americanas en hacer uso del formato CD-ROM para incluir diálogos hablados completos en sus productos, en una época en la que el doblaje no era una característica común en los juegos.
El 12 de diciembre de 2005, el presidente de Working Designs, Victor Ireland, anunció que la compañía cerraría sus puertas. Meses después, Ireland iniciaría una nueva compañía llamada Gaijinworks.

## Historia
Working Designs publicó juegos para el Sega CD y para el TurboGrafx-16/CD por la novedad y ventajas que ofrecía el nuevo formato CD en comparación con los cartuchos que usaban en ese momento las consolas Sega Genesis y SNES. La compañía lanzó varios de sus juegos en ediciones más lujosas de lo normal, resultando en productos más caros, ya que incluían manuales llenos de arte, con partes brillantes y totalmente a color, en una época en la que la mayoría de los folletos de los juegos se imprimían en escala de grises. Cada manual incluía al final algunas notas describiendo el proceso de traducción y localización del juego, las cuales finalizaban con la frase "We're nothing without you!" ("¡No somos nada sin ustedes!")

Cuando fueron lanzados el Sony PlayStation y el Sega Saturn, Working Designs mantuvo reuniones con Sony Computer Entertainment America, quienes expresaron poco interés por publicar juegos en su plataforma que no fueran de acción. Dado que Working Designs publicada principalmente juegos de rol y de estrategia, esto los llevó a sacar sus juegos exclusivamente en el Sega Saturn.
Aunque sufrió un retraso de tres años (lo cual era algo común en las publicaciones de esta compañía), Magic Knight Rayearth salió al mercado, siendo el último juego de Sega Saturn lanzado en el mercado norteamericano. Finalmente, el presidente de SCEA (Bernie Stolar) que había tenido problemas con Ireland fue contratado por Sega, lo cual llevó a que Working Designs finalizara sus proyectos en el Saturn y se trasladara al PlayStation, consola para la cual lanzaron diez títulos. El problema con Stolar hizo que la compañía ignorara la siguiente consola de Sega, el Dreamcast, y decidiera apoyar el PlayStation 2.
Debido a una serie de retrasos en publicaciones y aprobaciones, así como bajas ventas, Working Designs anunció el 12 de diciembre de 2005 que todo el personal había sido despedido y que la compañía había cerrado. Victor Ireland ofreció un mensaje público en el que explicaba las complicaciones financieras irrecuperables que había sufrido la compañía y agradecía el fuerte apoyo que había recibido a lo largo de los años por los seguidores de la misma.

## Juegos publicados (por orden alfabético)

### TurboGrafx-16
- Cadash
- Cosmic Fantasy 2
- Exile
- Exile: Wicked Phenomenon
- Parasol Stars
- Vasteel

### Sega CD
- Lunar: The Silver Star
- Lunar: Eternal Blue
- Popful Mail
- Vay

### Sega Saturn
- Albert Odyssey: Legend of Eldean
- Dragon Force
- Iron Storm
- Magic Knight Rayearth
- Sega Ages
- Shining Wisdom

### PlayStation
- Alundra
- Arc the Lad Collection
- Elemental Gearbolt
- Lunar: Silver Star Story Complete
- Lunar 2: Eternal Blue Complete
- RayStorm
- RayCrisis
- Silhouette Mirage
- Thunder Force V
- Vanguard Bandits

### PlayStation 2
- Growlanser Generations
- Gungriffon Blaze
- Silpheed: The Lost Planet